# Фабрика И. П. Заглодина
Фабрика Заглодиных — предприятие по производству парчи и шёлковых тканей, основанное крестьянином Иваном Прохоровичем Заглодиным в 1860 году (по другим данным — в 1864 году) в деревне Рахманово Богородского уезда Московской губернии и в дальнейшем управляемое его наследниками Григорием, Николаем и Спиридоном. Крупнейшее предприятие села Рахманово в дореволюционное время (не путать с предприятиями однофамильцев), одно из крупных предприятий текстильного района г. Павловский Посад.  

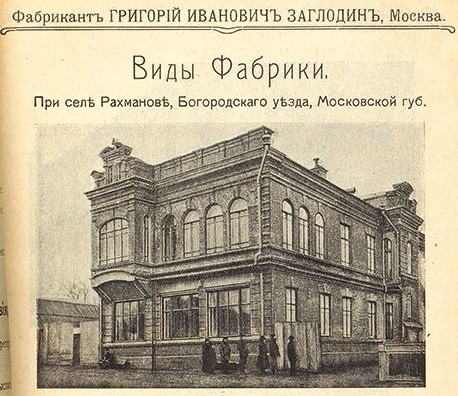
Вид фабрики Г.И. Заглодина в 1911 году

## История фабрики
В 18-19 веках в местах исторической Вохонской волости развиваются ткацкие промыслы, и формируется крупный текстильный район Павловского Посада, знаменитый выделкой и созданием шелковых и парчовых тканей.   
В 1860-х годах в деревне Рахманово, в 3-х верстах от г. Павловский Посад, местный крестьянин-светелочник Иван Прохорович Заглодин основывает фабрику по производству парчи. В 1872 году у И.П. Заглодина есть уже 15 ручных ткацких станов и на него работает 15 наемных ткачей, вырабатывается относительно недорогая парча с простыми узорами. Отцу с малых лет помогали сыновья: старший сын Григорий присоединился к семейному делу в десятилетнем возрасте, затем обучал младших братьев Николая и Спиридона. В 1874 году Григорий Иванович Заглодин построил в крестьянском наделе отца свою  фабрику в деревянном здании и разместил там 15 станов, которые до этого были в избах. Вместе с развитием производства начинает улучшаться качество товара. В 1889 году строится большой фабричный корпус, рассчитанный на 60 станов.  
В 1893 году после смерти Ивана Прохоровича происходит раздел фабричного комплекса (6 зданий со 120 станами) между наследниками, и появляется два независимых предприятия - фабрика Григория и фабрика Николая и Спиридона Заглодиных. За следующие 20 лет происходит стремительный рост производства, строительство комплекса кирпичных зданий. Фабрика выпускает широкий круг продукции: парчевые, шелковые, бархатные ткани, глазет, и золотокружевные изделия. Внедряются передовые технологии механического производства, используется нефтяной и дизельный привод. Вместе с развитием фабрики расширяется и богатеет деревня Рахманово, в которой строятся церковь, лечебница и прочие учреждения. Заглодины становятся жертвователями вновь построенной церкви Св. Екатерины, один из братьев становится её ктитором.   
В 1914 году Обществом "Электропередача" недалеко от г. Богородск введена в эксплуатацию первая торфяная электростанция , одна из двух первых электростанций московской энергосистемы. Фабрики Заглодиных стали её первыми потребителями. Для передачи электроэнергии на расстояние более 20 км впервые в России был использован класс напряжения 30 кВ (ЛЭП «Классон – Большой Двор»).  
По состоянию на 1914 г. на двух фабриках Заглодиных в селе Рахманово трудились более 500 рабочих на более 1000 станков и станов, из них более 150 были механическими с использованием электрической тяги; совокупный годовой оборот составлял более 600 тыс. руб. Фабрика Григория Ивановича Заглодина стала основным поставщиком парчовых и золотокружевных товаров для оптовых епархиальных складов Российской Империи. Ткани производства Заглодиных поставлялись на экспорт, были награждены медалями Всероссийской и Всемирных промышленных выставок в Нижнем Новгороде 1896 г., Париже 1889 г., Чикаго 1893 г., Стокгольме 1897 г., Париже 1900 г.. 
В 1914-1918 во время Первой мировой войны на ткацких станках фабрик Заглодиных налажен выпуск тканей для изготовления зарядных мешочков для артиллерии русской армии, в механических мастерских налажено производство корпусов снарядов, фабриканты жертвуют комплекты утвари, книг и облачений для походных армейских храмов, а в построенной на средства наследников Григория Заглодина Рахмановской больнице размещаются раненые . 
В 1919 г. произошла национализация обоих предприятий и включение их в состав Шелкотреста. При новом управлении произошел резкий спад в производстве тканей: по состоянию на 1921 год в работе находилось 76 станов при 150 рабочих. В 1923 г. производство на фабрике было полностью остановлено, фабрика встала на пятилетний простой. В 1928 г. в корпусах бывших фабрик Заглодиных началось производство промышленных ситовых тканей. В настоящий момент предприятие действует, и его основное производство располагается в исторических фабричных корпусах (Рахмановский шёлковый комбинат). 